# تاکاهیرو میورا
تاکاهیرو میورا (انگلیسی: Takahiro Miura؛ زادهٔ ۱۰ نوامبر ۱۹۸۵) بازیگر اهل ژاپن است.
از فیلم‌ها یا برنامه‌های تلویزیونی که وی در آن نقش داشته‌است می‌توان به حمله به تایتان اشاره کرد.